# قائمة حلقات مسلسل لا كاسا دي بابيل
بيت المال أو لا كاسا دي بابل ((بالإسبانية: La casa de papel)‏ transl. The House of Paper) هو مسلسل تلفزيوني إسباني أنشأه أليكس بينا. تم عرض الموسم الأول، المكون من جزأين، لأول مرة في 2 مايو 2017، على الشبكة الإسبانية أنتينا 3. يصور البرنامج التلفزيوني سرقة مجموعة من اللصوص الذين يحملون اسمًا رمزيًا في دار سك العملة الملكية في إسبانيا وبنك إسبانيا، وهم يقاتلون مع الرهائن من الداخل، والشرطة من الخارج ضمن خطط محكمة من البروفيسور وفريقه. في نهايات عام 2017، حصلت شبكة نيتفليكس العالمية على حقوق البث العالمية للمسلسل،  وأعادت قطع الحلقات الخمسة عشر الأصلية إلى 22 حلقة. جددت نيتفليكس المسلسل رسميًا لجزء ثالث في عام 2018،  والذي تم عرضه لأول مرة في 19 يوليو 2019. صدر الجزء الرابع المتمم للجزء الثالث في 3 أبريل 2020. تم عرض فيلم وثائقي يضم المنتجين والممثلين لأول مرة على نيتفليكس في نفس اليوم، بعنوان Money Heist: The Phenomenon. في يوليو 2020، جددت شبكة نيتفليكس العرض للجزء الخامس والأخير،  والذي صدر في قسمين من خمس حلقات لكل قسم (أي بمجموع عشرة حلقات) في 3 سبتمبر و3 ديسمبر 2021، على التوالي.

## سلسلة الأجزاء
| art | art | الحلقات | الحلقات | الإصدار الأصلي | الإصدار الأصلي | الإصدار الأصلي |                       |
| art | art | الحلقات | الحلقات | الإصدار الأول  | الإصدار الأخير | Network        |                       |
| --- | --- | ------- | ------- | -------------- | -------------- | -------------- | --------------------- |
|     | 1   | 1       | 9       | 9              | 2 مايو 2017    | 27 يونيو 2017  | Antena 3 [الإنجليزية] |
|     | 2   | 1       | 6       | 6              | 16 أكتوبر 2017 | 23 نوفمبر 2017 | Antena 3 [الإنجليزية] |
|     | 3   | 2       | 8       | 8              | 19 يوليو 2019  | 19 يوليو 2019  | نتفليكس               |
|     | 4   | 2       | 8       | 8              | 3 أبريل 2020   | 3 أبريل 2020   | نتفليكس               |
|     | 5   | 3       | 10      | 5              | 3 سبتمبر 2021  | 3 سبتمبر 2021  | نتفليكس               |
| 5   | 5   | 3       | 10      | 3 ديسمبر 2021  | 3 ديسمبر 2021  |                | نتفليكس               |

## الحلقات

### الجزء الأول (2017)
| ر.الإجمالي | ر. في الموسم | العنوان                                                          | المخرج             | الكاتب | تاريخ العرض الأصلي | عدد المشاهدات في اسبانيا (بالمليون) |
| --- | ------------ | ---------------------------------------------------------------- | ------------------ | --- | ------------------ | ----------------------------------- |
| 1 | 1            | "Efectuar lo acordado" "Do as Planned"                           | Jesús Colmenar     | ألكس بينا & Esther Martínez Lobato                                                                           | 2 مايو 2017        | 4.09                                |
| في أعقاب عملية سطو فاشلة على بنك من قبل امرأة تُدعى "طوكيو"، قام رجل يُدعى "البروفيسور" بإنقاذها من القبض عليها من قبل الشرطة ويقترح سرقة ذات أبعاد شديدة. بعد مخطط موجز للسرقة المخطط لها، يوجه البروفيسور بمهارة مجموعة من اللصوص الذن يحملون أمسماء مدن هم: طوكيو، وريو، وبرلين، ونيروبي، ودنفر، وموسكو، وأوسلو، وهلسنكي لسرقة دار سك العملة الملكية في إسبانيا بطرييقة ذكية مرتدين بدلات حمراء وأقنعة سلفادور دالي وأخذ يحتجزون 67 رهينة كجزء من خطتهم للطباعة والهروب بمبلغ 2.4 مليار يورو. محققة الشرطة راكيل موريللو هي المسؤولة عن القضية، لكنها لا تدرك أن العقل المدبر وراء السرقة أقرب مما كانت تتخيله.                                    |              |                                                                  |                    | |                    |                                     |
| 2 | 2            | "Imprudencias letales" "Lethal Negligence"                       | Miguel Ángel Vivas | Álex Pina, Esther Martínez Lobato, Javier Gómez Santander, Pablo Roa, Fernando Sancristóbal & David Barrocal | 9 مايو 2017        | 3.04                                |
| يبدأ اللصوص في طباعة النقود بينما يبدأ أرتورو رومان [الإنجليزية]، أحد الرهائن، في وضع خطط للهروب بمساعدة سكرتيرته وعشيقته مونيكا جازتامبيدي، الحامل بطفله. تم القبض عليها مع هاتف خلوي مخفي وأمر برلين قائد المجموعة دنفر بقتلها. في هذه الأثناء، يرتكب ريو خطأً يؤدي إلى اكتشاف هويته وهوية طوكيو من قبل الشرطة. |              |                                                                  |                    | |                    |                                     |
| 3 | 3            | "Errar al disparar" "Misfire"                                    | Álex Rodrigo       | Álex Pina, Esther Martínez Lobato & David Barrocal                                                           | 16 مايو 2017       | 2.64                                |
| اعتقادًا منه أن دنفر أعدم مونيكا بأوامر من برلين، فإن موسكو، والد دنفر، محطمة ومحاولة تسليم نفسه ولكن ابنه يثنيه عن ذلك. في هذه الأثناء، تصبح علاقة راكيل مع صديقتها الجديدة سلفا أكثر حميمية، وغافلة تمامًا عن حقيقة أنها اسم مستعار يفترضه البروفيسور. |              |                                                                  |                    | |                    |                                     |
| 4 | 4            | "Caballo de Troya" "Trojan Horse"                                | Alejandro Bazzano  | Álex Pina, Esther Martínez Lobato, Javier Gómez Santander, Pablo Roa, Fernando Sancristóbal & David Barrocal | 23 مايو 2017       | 2.65                                |
| ترسل راكيل شريكها في الشرطة، أنخيل روبيو، إلى دار سك النقود متخفية مع فريق طبي يُسمح له بمعالجة أرتورو، الذي تم إطلاق النار عليه بالخطأ من قبل الشرطة. ومع ذلك، ترى البروفيسورة من خلال حركتها وتدخل جهاز تصنت في نظارات أنخيل. |              |                                                                  |                    | |                    |                                     |
| 5 | 5            | "El día de la marmota" "Groundhog Day"                           | Jesús Colmenar     | Álex Pina, Esther Martínez Lobato, Javier Gómez Santander, Pablo Roa, Fernando Sancristóbal & David Barrocal | 30 مايو 2017       | 2.36                                |
| يسبق البروفيسور الشرطة للتخلص من قطعة مهمة من الأدلة التي يمكن أن تعرض خططه للخطر، بصمات أصابعهم في سيارة في ساحة خردة أهملت هلسنكي تدميرها. في هذه الأثناء، يعامل دنفر مونيكا في مكان سري بعد أن أطلق النار على ساقها لتزييف إعدامها، وينتهي بهما الأمر بالاقتراب. |              |                                                                  |                    | |                    |                                     |
| 6 | 6            | "La cálida Guerra Fría" "The Hot Cold War"                       | Miguel Ángel Vivas | Álex Pina, Esther Martínez Lobato, Javier Gómez Santander & Fernando Sancristóbal                            | 6 يونيو 2017       | 2.47                                |
| بينما يندفع البروفيسور خارج ساحة الخردة، يراه رجل. يهدد البروفيسور بقتل عائلة الرجل إذا كان مركب الوجه في وصفه يشبهه. يكتشف برلين أن دنفر لم يقتل مونيكا كما أمر به، ويعتقد أن هويته قد تم الكشف عنها بسبب طيشه خلال اسام التدريب في المزرعة، ويقترب من إعدامه بسبب عصيانه. |              |                                                                  |                    | |                    |                                     |
| 7 | 7            | "Refrigerada inestabilidad" "Cool Instability"                   | Álex Rodrigo       | Álex Pina, Esther Martínez Lobato, Pablo Roa & Esther Morales                                                | 13 يونيو 2017      | 2.42                                |
| بدأ اللصوص خطة لاستخدام الرهائن لتعطيل الشرطة وكسب المزيد من الوقت، لكن راشيل تنتهز الفرصة للكشف عن سر احتفظت به برلين عن الآخرين - لم يتبق له سوى بضعة أشهر للعيش بسبب مرض عضال. كما أنها تحاول إقناع ريو بالاستسلام. |              |                                                                  |                    | |                    |                                     |
| 8 | 8            | "Tú lo has buscado" "You Asked for It"                           | Alejandro Bazzano  | Álex Pina, Esther Martínez Lobato, Javier Gómez Santander, Pablo Roa & Fernando Sancristóbal                 | 20 يونيو 2017      | 2.07                                |
| راكيل تفقد ثقتها في أنخيل الذي لا يعرف الخطأ الذي زرعه اللصوص في نظاراته. يُعد `` أرتورو '' خطة أخرى للهروب، لكنه ينهار عند اكتشاف علاقة مونيكا ودنفر. انخيل، الذي تم خلعه من القضية، يكون في غيبوبة بعد تعرضه لحادث سيارة وهو في حالة سكر. اكتشف هوية البروفيسور من خلال بصمات مأخوذة من مصنع عصير التفاح الخاص به، وهو واجهة لمخبأه. |              |                                                                  |                    | |                    |                                     |
| 9 | 9            | "El que la sigue la consigue" "Whoever Keeps Trying It, Gets It" | Jesús Colmenar     | Álex Pina, Esther Martínez Lobato, Javier Gómez Santander, Pablo Roa, Fernando Sancristóbal & Esther Morales | 27 يونيو 2017      | 2.19                                |
| بفضل خطة أرتورو، تمكن 17 رهينة من الفرار، مما أدى إلى إصابة أوسلو بجروح خطيرة. قبل حادث سيارته، ترك أنجيل رسالة صوتية على خط راكيل الأرضي يشرح فيها أن سلفا كان وراء السرقة. تستمع والدة راكيل، المصابة بمرض الزهايمر، إلى رسالة أنجيل وتكتبها وتحاول الاتصال بهاتف راكيل. عندما لا ترد راكيل، تنادي سلفا لتمرير الرسالة. يعتقد البروفيسور أنه ليس لديه خيار سوى قتل والدة راكيل. يذهب إلى منزلها ويسمم قهوتها، لكنه لا يستطيع أن يتعامل معها ويخرج الكوب من يدها. عندما اعتقدت أن ذلك كان خطأها، أدرك أنها مصابة بمرض الزهايمر وببساطة يحذف الرسالة ويدون ملاحظاتها. لاحقًا، أحضر راكيل سالفا إلى طليطلة ووجد فيلا اللصوص، حيث خططوا لعملية السرقة. |              |                                                                  |                    | |                    |                                     |

### الجزء الثاني (2017)
| ر.الإجمالي | ر. في الموسم | العنوان                                         | المخرج                        | الكاتب | تاريخ العرض الأصلي | عدد المشاهدات Spain (بالمليون) |
| --- | ------------ | ----------------------------------------------- | ----------------------------- | --- | ------------------ | ------------------------------ |
| 10 | 1            | "Se acabaron las máscaras" "Masked No Longer"   | Álex Rodrigo                  | Álex Pina, Esther Martínez Lobato, Javier Gómez Santander, Pablo Roa, Fernando Sancristóbal & Esther Morales                 | 16 أكتوبر 2017     | 1.99                           |
| تم إحضار فريق من الشرطة إلى مزرعة الفيلا المكتشفة والبحث عن "الأدلة" التي زرعها البروفيسور في وقت سابق. يُستدعى ألبرتو الخبير الاول في البحث الجنائي وزوج راكيل السابق، لقيادة فريق فحص الطب الشرعي، ويعثر على أدلة محترقة عن البروفيسور في المدخنة. يعود سالفا إلى مدريد مع ألبرتو ويثيره في قتال، مما يؤدي إلى طرده ومحو الأدلة. عندما يستيقظ ألبرتو، يعتقل البروفيسور ويوصله إلى السجن. يستخدم البروفيسور الحمام في السجن ويضرب نفسه ليجعل الأمر يبدو مثل ألبرتو هو المعتدي. يدعو راكيل، الذي يساعد في إطلاق سراحه. في هذه الأثناء، بدأ اللصوص يفقدون الأمل بعد عدة ساعات دون أخبار من البروفيسور، وتبدأ طوكيو تمردًا بعد أن أصبحت قلقة. |              |                                                 |                               | |                    |                                |
| 11 | 2            | "La cabeza del plan" "The Head of the Plan"     | Alejandro Bazzano             | Álex Pina, Esther Martínez Lobato, Javier Gómez Santander, Pablo Roa, Fernando Sancristóbal, Esther Morales & David Barrocal | 23 أكتوبر 2017     | 1.73                           |
| ينتقم برلين قائد الفريق بمساعدة هلسنكي من طوكيو بسبب تمردها، حيث لعبت معه لعبة الروليت الروسية - حيث قام بربطها بطاولة متحركة ورميها من الباب الأمامي للشرطة. عند معرفة ريو بالامر يفكر ب الانتقام. طوكيو تزيف الإصابة لكسب الوقت، وهي القاعدة الأولى للبروفيسور بعد القبض عليه. أثناء الاستجواب، تواجه راكيل وجهاً لوجه، التي تريد الإجابة على سؤال واحد ملح، "من هو البروفيسور؟" |              |                                                 |                               | |                    |                                |
| 12 | 3            | "Cuestión de eficacia" "A Matter of Efficiency" | Javier Quintas                | Álex Pina, Esther Martínez Lobato, Javier Gómez Santander, Pablo Roa, Fernando Sancristóbal, Esther Morales & David Barrocal | 2 نوفمبر 2017      | 1.57                           |
| يعد البروفيسور بأنه سيحرر طوكيو من الشرطة، تنضم ريو إلى اللصوص وتساعدهم في إيقاف أحدث خطة هروب لأرتورو. في هذه الأثناء، تضع راكيل مصيدة للأستاذ عن طريق اختلاق خدعة استيقظه إنجيل من غيبوبته، على أمل أن تغريه إلى المستشفى لإنهائه قبل أن يتمكن من التعرف على البروفيسور. البروفيسور المتشكك في الإعلان، ينشر دعوة وهمية للمهرجين في المستشفى ويرتدي ملابس مثل واحد منهم، ويندمج مع الحشد بينما يؤكد الخدعة. في وقت لاحق، بينما تلتقي سالفا مع راكيل في مقهى، رأت شعرة برتقالية من شعر مستعار لمهرج على سترته. أدركت أخيرًا أن سلفا هي البروفيسور. |              |                                                 |                               | |                    |                                |
| 13 | 4            | "¿Qué hemos hecho?" "What Have We Done?"        | Jesús Colmenar & Alex Rodrigo | Álex Pina, Esther Martínez Lobato, Javier Gómez Santander, Pablo Roa, Fernando Sancristóbal & David Barrocal                 | 9 نوفمبر 2017      | 1.53                           |
| راكيل Jأخذ البروفيسور إلى الحجز ويستجوبه في الفيلا. البروفيسور يعترف بأنه وقع في حبها وتقوم بإجراء اختبار كشف الكذب عليه. في هذه الأثناء، يُعاقب أرتورو على محاولاته المتعددة للهروب وموسكو يكشف سرًا لدنفر: تركت موسكو زوجته ووالدة دنفر عندما كان صغيراً لأنها كانت مدمنة على المخدرات. دنفر غاضب ويقول إنه سيبجل موسكو بعيدا عن حياته. أثناء نقل طوكيو إلى السجن، أطلق سراحها مرتزقة أرسلهم البروفيسور. تركب دراجة نارية مباشرة في دار سك العملة، متجنبة إطلاق النار عليها من قبل الشرطة بينما يفتح موسكو الباب لها. |              |                                                 |                               | |                    |                                |
| 14 | 5            | "A contrarreloj" "Against the Clock"            | Alejandro Bazzano             | Álex Pina, Esther Martínez Lobato, Javier Gómez Santander, Pablo Roa, Fernando Sancristóbal & David Barrocal                 | 16 نوفمبر 2017     | 1.48                           |
| أصيبت موسكو بجروح خطيرة بنيران الشرطة والشرطة ترفض إرسال مساعدات. يندفع اللصوص لإنهاء نفق هروبهم. تخرج البروفيسورة من الفيلا التي تحتجزها راكيل تحت تهديد السلاح، لكنها غير قادرة عاطفياً وغير راغبة في منعه من الهرب. يواجه الكولونيل برييتو وسوارز وألبرتو راكيل ويخرجونها من القضية بعد أن حددوا البروفيسورة على أنها سلفا (سيرجيو)، التي يعتقدون أن راكيل تتعاون معها. بسحب مسدسها وشارتها، تسرق شارة أنجيل وتبدأ في إجراء تحقيقها الخاص من خلال فحص لقطات المراقبة للمطاعم لتحديد المسار الذي سلكه البروفيسور من مخبئه. وهي تغادر، يستيقظ أنجيل. |              |                                                 |                               | |                    |                                |
| 15 | 6            | "Bella ciao" "Bye Beautiful"                    | Jesús Colmenar & Alex Rodrigo | Álex Pina, Esther Martínez Lobato, Javier Gómez Santander, Pablo Roa, Fernando Sancristóbal, Esther Morales & David Barrocal | 23 نوفمبر 2017     | 1.80                           |
| شنت الشرطة بقيادة سواريز هجومًا على دار سك العملة لتحرير الرهائن والقبض على اللصوص. يندفع اللصوص للفرار بالمبلغ الذي طبعوه وهو 984 مليون يورو، أي أقل من نصف تقديراتهم. راكيل تجد مخبأ البروفيسور وهي مقيدة. راكيل والبروفيسور يقبلان بعضهما بحماسة ويسمح لها بالذهاب. راكيل تزور أنخيل في المستشفى، حيث اعتقلتها الشرطة. عند مفترق طرق أخلاقي، رفضت في البداية الكشف عن مخبأ البروفيسور، ولكن عندما هددها العقيد برييتو بعدة تهم من شأنها أن تؤدي إلى فقدانها حضانة ابنتها، تراجعت. بينما تهرع الشرطة إلى المخبأ، يقاتل برلين فرقة تكتيكية داخل دار سك العملة حتى يتمكن بقية اللصوص من الهروب في الوقت المناسب، حتى يتم إطلاق النار عليه عدة مرات. اللصوص الباقون، مع إضافة مونيكا (نيوكاسل) لهم، يهربون إلى مخبأ البروفيسور قبل دقائق من وصول الشرطة لتجد الشرطة المكان فارغًا ممتلئ بالادلة. بعد عام واحد، تترك راكيل العل بالشرطة ولا يزال مكان اللصوص مجهولاً. عندما لاحظت راكيل وجود إحداثيات على بطاقة بريدية سبق أن أعطاها لها البروفيسور، تتعقبه في بالاوان في الفلبين. |              |                                                 |                               | |                    |                                |

### الجزء الثالث (2019)
| ر.الإجمالي | ر. في الموسم | العنوان                                                         | المخرج         | الكاتب | تاريخ الإصدار الأصلي |
| --- | ------------ | --------------------------------------------------------------- | -------------- | --- | -------------------- |
| 16 | 1            | "Hemos vuelto" "We're Back"                                     | Jesús Colmenar | Álex Pina, Javier Gómez Santander                                                                          | 19 يوليو 2019        |
| بعد مرور أكثر من عامين على السرقة، ألقى أرتورو حديثًا أمام حشد كبير يدين العصابة على أنها "إرهابية". في غضون ذلك، انتقلت طوكيو وريو إلى غونا يالا في دولة بنما؛ بينما نيروبي وهلسنكي إلى لا بامبا، الأرجنتين؛ ودنفر ومونيكا وطفلها إلى جاوة بإندونيسيا. رغبةً في تغيير نمط حياتها، تغادر طوكيو ريو في غونا يالا متوجهة إلى المدينة. أثناء مغادرتها، أعطتها ريو هاتفًا اشتراه من السوق السوداء حتى يتمكنوا من التواصل. بعد ثلاثة أيام، استخدم الاثنان الهواتف، واكتشف اليوروبول إشارتهما على الفور. تم القبض على ريو، واحتجزت دون محاكمة وتعذيب، ولكن طوكيو تهرب. تتصل بالبروفيسور باستخدام خط آمن، ويتم نقلها إلى تايلاند حيث يلتقيان. البروفيسور، جنبًا إلى جنب مع راكيل (المسمى الآن "لشبونة")، يجمع شمل العصابة لإنقاذ ريو. يجند البروفيسور ثلاثة أعضاء جدد، بوغوتا وباليرمو ومرسيليا، في العصابة ويبدأ في التخطيط لهجوم على بنك إسبانيا، من دير إيطالي. |              |                                                                 |                | |                      |
| 17 | 2            | "Aikido" "Aikido"                                               | Jesús Colmenar | Álex Pina, Javier Gómez Santander, Juan Salvador López, Luis Moya, Alberto Úcar, David Barrocal            | 19 يوليو 2019        |
| يبدأ البروفيسور خطة لسرقة بنك إسبانيا باستخدام المناطيد لتحرير الأموال عبر مدريد. ترد الحكومة بتعبئة الجيش الذي يستخدمه اللصوص لتوفير الغطاء والدخول إلى البنك. في ذكريات الماضي، قام البروفيسور بتجنيد باليرمو،(صاحب الاسم الحقيقي Martín Berrote)، وهو لص ذو خبرة وشريك سابق ليحل محل برلين. أوضح البروفيسور وباليرمو أن استراتيجيتهما لهذه السرقة تستند إلى فن أيكيدو، وهو فن قتالي يستخدم قوة العدو لخلق ميزة. مع دخول اللصوص البنك، تتجمع المشاعر العامة إلى جانبهم في شكل احتجاجات حكومية جماهيرية وأعمال شغب بشأن السجن غير القانوني لريو ، للمطالبة بمحاكمة علنية. |              |                                                                 |                | |                      |
| 18 | 3            | "48 metros bajo el suelo" "48 Meters Underground"               | Jesús Colmenar | Álex Pina, Javier Gómez Santander, Juan Salvador López, Luis Moya                                          | 19 يوليو 2019        |
| أثناء الاستيلاء على البنك ، انخرط اللصوص في سلسلة من النزاعات الشديدة مع الحراس والمسؤولين الحكوميين. باليرمو ، القائد المسؤول ، أصيب بالعمى مؤقتًا بسبب شظايا الزجاج في الصراع ، رغم أنه يحتفظ بالقيادة بعد أن يزيلها نيروبي. يقوم اللصوص بتحديد مكان شركائهم من بين الرهائن الذين تم زرعهم سابقًا في الضفة ويذهبون للعمل على فتح القبو ، الذي تم تجهيزه ليغمر بالمياه بمجرد العبث به. يستخدم بوغوتا خبرته في الغوص واللحام للتغلب على الإغلاق ، ومنح الوصول إلى الذهب. في ذكريات الماضي ، شرح برلين وباليرمو خطة اقتحام الخزنة ، مشيرين إلى أن كل خطوة في الخطة تتطلب الكمال للعمل دون أي مجال للخطأ. |              |                                                                 |                | |                      |
| 19 | 4            | "Bum, bum, ciao" "Boom, Boom, Ciao"                             | كولدو سيرا     | Javier Gómez Santander, Álex Pina, Juan Salvador López, Luis Moya, Esther Martínez Lobato                  | 19 يوليو 2019        |
| يبدأ الفريق في المرحلة التالية من السرقة بينما يخاطب البروفيسور المسؤولين الحكوميين الجدد من مديرية المخابرات. أثبت العقيد لويس تامايو والمفتشة الحامل يطفلها أليسيا سييرا أنهما خصمان هائلان ، حيث أدركوا بسرعة أنه يجب عليهم تغيير استراتيجياتهم بشكل جذري من السرقة الأولى. حيث تقوم سييرا تعذب ريو خارج اسبانيا في منطقة جهولة في افريقيا (للتحايل عل القانون الاسباني) للحصول على مزيد من المعلومات ويخطط تامايو لشن هجوم على البنك مع سواريز. يكشف اللصوص عن علمهم بوجود قبو ثانٍ سري خلف الذهب ومحاولة إقناع ماريو أوربانيجا ، محافظ البنك ، بفتحه لهم. عندما رفض ، ضربه دنفر ، مما أدى إلى نوبة صرع ؛ قاموا بإنعاشه واستخدام المتفجرات بدلاً من ذلك. |              |                                                                 |                | |                      |
| 20 | 5            | "Las cajas rojas" "The Red Boxes"                               | Koldo Serra    | Javier Gómez Santander, Álex Pina, Juan Salvador López, Luis Moya                                          | 19 يوليو 2019        |
| مع عدم وجود خيار آخر ، قام اللصوص بتفجير باب القبو الداخلي داخل الغرفة الرئيسية التي غمرتها المياه. إنه يعمل ويمنحهم حق الوصول إلى "الصناديق الحمراء" - حقائب مليئة بأسرار الحكومة التي كانت شديدة الخطورة بحيث لا يمكن قفلها في أي مكان آخر. يبدأ هجوم تامايو ، مفاجئًا اللصوص والبروفيسور. للتوقف لبعض الوقت ومنع إراقة الدماء ، يصطدم دنفر بخط النار بعلم الهدنة يحمل حالتين من الحالات الحمراء ، مما يجبر تامايو على التوقف. يكشف لسييرا محتويات الحالات وأن البروفيسور لديه ميزة - قد يجبر الهجوم اللصوص على الكشف عن الأسرار للعامة. ومع ذلك ، فإن سييرا قادرة على عدم التوازن بين البروفيسور ولشبونة بالسخرية النفسية. داخل البنك ، انقسم الفريق عندما اختلفت نيروبي وباليرمو حول استخدام القوة ضد الحراس الجامحين المنضبطين. نيروبي تكشف عن حبها لهلسنكي وبيراتس باليرمو لعدم التصرف بمشاعره تجاه برلين عندما كانت الأخيرة على قيد الحياة. |              |                                                                 |                | |                      |
| 21 | 6            | "Todo pareció insignificante" "Everything Seemed Insignificant" | Álex Rodrigo   | Javier Gómez Santander, Álex Pina, Juan Salvador López, Luis Moya, Ana Boyero                              | 19 يوليو 2019        |
| في ذكريات الماضي ، يناقش البروفيسور خطط البنك مع تاتيانا ، مارتن ، أندريس ، وأندريس ، حيث يشعر بالقلق على الفور من مدى معرفتها. دافع عنها أندريس ، قائلاً إنه في حالة حب ، لكن البروفيسور يختلف معه بشدة ، بحجة أن القاعدة الأولى للسرقة يجب أن تكون التخلي عن الارتباطات الشخصية. في الوقت الحاضر ، تخطط سييرا لتحييد نفوذ ابتزاز البروفيسور من خلال نشر معلومات كاذبة لوسائل الإعلام. يوافق تامايو وينظم خرقًا ثانيًا بقيادة سواريز. يتجادل البروفيسور ولشبونة ويفقدان الاتصال بالفريق داخل البنك ، بعد تعلم ذلك مباشرة. بعد أن اعتمدوا على النقل والبث المحمول ، يصبحون عالقين عندما تكسر الشجرة هوائيهم وتغرق عجلات عربة سكنهم في الوحل. إنهم بالكاد يفلتون من الكشف بمساعدة بعض المزارعين المحليين المتعاطفين. تمكنوا بعد ذلك من إبلاغ الفريق بالخرق قبل 10 دقائق من حدوثه ، والذي هزم الفريق المخترق وأسره وخلع ثيابه وإذلاله من خلال إجبارهم على غناء اغنية "بيلا تشاو (دواعا يا حبيبتي)" على الفيديو. في ظل عدم وجود خيار آخر ، وافق تامايو وسييرا على إطلاق سراح ريو مقابل الفريق المخترق و 40 رهينة.                 |              |                                                                 |                | |                      |
| 22 | 7            | "Pequeñas vacaciones" "A Quick Vacation"                        | Álex Rodrigo   | Javier Gómez Santander, Álex Pina, Almudena Ramírez-Pantanella, Ana Boyero, Juan Salvador López, Luis Moya | 19 يوليو 2019        |
| يتم التبادل بسلاسة وينضم ريو إلى العصابة. أثناء مغادرة الرهائن ، أرتورو ، الذي يريد أن يرى مونيكا ، يدخل إلى بنك إسبانيا ويصبح رهينة. أثناء لم الشمل ، تستمع الشرطة وفريق المخابرات الحكومية إلى محادثاتهم ، بعد أن زرعوا جهاز استماع داخل ريو قبل إطلاق سراحه. في ذكريات الماضي ، يوجه البروفيسور الفريق ، ويجهزهم لاكتشاف وإزالة هذه الأجهزة جراحيًا من ريو ، إذا حان الوقت. يوجه طوكيو للتصرف بشكل طبيعي على الرغم من جهاز الاستماع ، حيث يأمل في استخدام العلاقة الجنسية الحميمة لإقناع الشرطة بأن جهاز الاستماع يعمل. بشكل خاص ، انفصلت ريو عن طوكيو ، معتقدة أنها ستكون أفضل حالًا مع شخص آخر. يقوم نيروبي بعد ذلك بإزالة جهاز الاستماع جراحيًا. تمكنت الشرطة من تحديد مكان البروفيسور ولشبونة باستخدام طائرة بدون طيار ، مما أجبرهما على الانفصال ومحاولة الهروب سيرًا على الأقدام ؛ يقوم البروفيسور بتمويه نفسه في شجرة ، بينما لشبونة غير قادرة على اللجوء إلى حظيرة. |              |                                                                 |                | |                      |
| 23 | 8            | "La deriva" "Astray"                                            | Jesús Colmenar | Javier Gómez Santander, Álex Pina, Almudena Ramírez-Pantanella, Emilio Díez, Luis Moya                     | 19 يوليو 2019        |
| تفرط طوكيو بشربالكحول (بالرغم من منع البروفيسور لهم) وتهين ريو. في الغابة ، بدأت مطاردة ضخمة للبروفيسور ولشبونة. تم اكتشاف لشبونة في الحظيرة من قبل المزارعين ، والتي تبدأ عندها المواجهة المكسيكية. يقوم اللصوص بإحداث عملية تحويل لجعل الشرطة تعتقد أنهم يفرون ، مما يؤدي إلى سحب الموارد بعيدًا عن المطاردة. في هذه الأثناء ، تجلب سييرا نجل نيروبي ، أكسل ، أمام البنك ، وتغري نيروبي إلى النافذة. تعطي سييرا الضوء الأخضر لقناص الشرطة لإطلاق النار ، ونيروبي بالرصاص في صدرها. بينما يتدافع المجموعة لمساعدة نيروبي ، تبدأ الشرطة في الهجوم. في الغابة ، وجد سواريز والحرس المدني لشبونة وأخرجوا المزارعين من الحظيرة. بناءً على أوامر من سييرا ، زيفت سواريز إعدامها واحتجزتها ؛ يسمع البروفيسورالتمثيلية على ميكروفون لشبونة ويصاب باليأس. يقوم باليرمو بالاتصال بالبروفيسور لاسلكيًا لإبلاغه بالهجوم القادم ويعلن البروفيسورDEFCON 2. حيث تقوم تدمر طوكيو وريو السيارة المدرعة التي تقترب باستخدام قاذفة آر بي جي. وتنهمر دموع البروفيسور بسبب حزنه على لشبونة، والتحضير لرد فعل عنيف ، مشيراً إلى أن "الحرب قد بدأت". |              |                                                                 |                | |                      |

### الجزء الرابع (2020)
| ر.الإجمالي | ر. في الموسم | العنوان                                | المخرج                    | الكاتب                                                  | تاريخ الإصدار الأصلي |
| --- | ------------ | -------------------------------------- | ------------------------- | ------------------------------------------------------- | -------------------- |
| 24 | 1            | "Game Over" "Game Over"                | Koldo Serra               | Esther Morales, Ana Boyero, Jaun Salvador López         | 3 أبريل 2020         |
| تندفع العصابة لإنقاذ حياة نيروبي ، ولكن نظرًا للمخاطر المحيطة بالجراحة التي يجب إجراؤها عليها ، فإنها تتوسل لإطلاق سراحها للشرطة حتى تتمكن من الحصول على الرعاية المناسبة. في هذه الأثناء ، تمكن البروفيسور من الهروب من الغابة بعد أن استدرج مرسيليا الشرطة بعيدًا بمتتبع يعتقد أنه البروفيسور يهرب. بعد تطور الجدل بين أعضاء العصابة حول قرار إجراء الجراحة في نيروبي ، تنظم طوكيو انقلابًا وتقود الجراحة بمساعدة الفيديو من أحد الجراحين في باكستان. يتفاوض البروفيسور حول هدنة مع تامايو لمدة 48 ساعة لتقييم حالة نيروبي. في ذكريات الماضي ، تقنع نيروبي طوكيو بأنها تطلب من البروفيسور أن يكون قائد السرقة ، لكن البروفيسور يصر على أنه منذ أن توصل باليرمو إلى فكرة السرقة ، سيكون هو المسؤول. |              |                                        |                           |                                                         |                      |
| 25 | 2            | "La boda de Berlín" "Berlin's Wedding" | Javier Quintas            | Ana Boyero, Jaun Salvador López, Emilio Díez, Luis Moya | 3 أبريل 2020         |
| تنجح جراحة طوكيو لمساعدة نيروبي. مع تولي طوكيو زمام الأمور ، فإن باليرمو التي تتمحور حول الأنا على وشك الخروج من البنك ولكن سرعان ما يتم تقييدها إلى كرسي من قبل العصابة. في هذه الأثناء ، يتم نقل لشبونة إلى خيمة للشرطة خارج البنك ، حيث يتم استجوابها من قبل سييرا. تتصل طوكيو بالبروفيسور ، الذي كان غاضبًا من انقلابها ، لكن طوكيو تساعده على استنتاج أن الشرطة نفذت إعدام لشبونة بشكل مهادع لكسب نقاط قوة، وأنه يجري استجوابها داخل خيمة الشرطة. في ذكريات الماضي ، بينما يحتفل مرسيليا وبوغوتا والبروفيسور بزفاف برلين على تاتيانا ، يعرب البروفيسور عن قلقه لبرلين بشأن الزواج لأنه يعاني من مرض عضال. في الوقت الحاضر ، اقتحم البروفيسور ومرسيليا شقة أنطونانزاس مساعد تامايو ، لكنه قفز من نافذته إلى حوض السباحة بالأسفل. أخبرت سييرا لشبونة أنها إذا تعاونت ، فقد يتم تخفيض عقوبتها المحتملة لمدة 30 عامًا إلى 10 سنوات ، وستخرج في غضون خمس سنوات. |              |                                        |                           |                                                         |                      |
| 26 | 3            | "Lección de anatomía" "Anatomy Lesson" | Álex Rodrigo              | Ana Boyero, Jaun Salvador López                         | 3 أبريل 2020         |
| البروفيسور ومرسيليا يساعدان أنطونازاس في الخروج من المسبح ، ويقنعونه بالقيام بالمهام لهم من خلال تقديم مليون يورو له. يعترف أنطونانزاس بأن لشبونة محتجزة في الخيمة ؛ يعطيه البروفيسور ساعته ليرتديها حتى تعرف أن البروفيسورة تدرك أنها على قيد الحياة. يجد ألبرتو ، زوج لشبونة السابق ، بطاقة هاتف SIM للهاتف حاولت لشبونة تدميرها. تقوم الشرطة بتحليل الأمر والعثور على مكالمة واحدة تم إجراؤها إلى مينداناو بالفلبين - حيث تقيم والدة لشبونة وابنتها. تسمح Sierra لشبونة بالاتصال بأسرتها حتى يتمكنوا من المغادرة قبل وصول الشرطة. مثلما كانت لشبونة على وشك القيام بذلك ، لاحظت أن أنطونازاس يرتدي ساعة البروفيسور وتوقف. في ذكريات الماضي ، أثار البروفيسور مخاوف مع بيرلين من أن باليرمو لديه حب القيادة أكثر من الفريق. في الوقت الحاضر ، يخلق باليرمو فوضى لإعادة تأسيس قيادته من خلال التواطؤ مع غانديا ، رئيس الأمن في بنك إسبانيا. يخلع غانديا (الحارس الشخصي لرئيس بنك اسبانيا) إبهامه من أجل التسلل من خلال قيود يديه كما نصح به باليرمو ، وريو ، الذي يحرس الرهائن ، غير قادر عاطفياً على منع غانديا من الهروب. وفي غضون ذلك ، تستعيد نيروبي وعيها. |              |                                        |                           |                                                         |                      |
| 27 | 4            | "Suspiros de España" "Pasodoble"       | Jesús Colmenar            | Emilio Díez, Luis Moya                                  | 3 أبريل 2020         |
| تندفع العصابة للعثور على غانديا. وجدت غاندي بالفعل نيروبي وحاولت خنقها بوسادة ، لكنها تمكنت من طعنه بإبرة في رقبته ؛ يهرب بينما تندفع العصابة إلى نيروبي. كاد غاندي أن يقتل هلسنكي شنقًا وهو يسقط حبل المشنقة حول رقبته من السقف. بوغوتا وطوكيو تنقذ هلسنكي. قبل أن ينسحب Gandía إلى غرفة الذعر السرية ، قام بقطع أسلاك الاتصالات ، مما جعل كاميرات البروفيسور في البنك معطلة. غرفة الذعر مجهزة بأسلحة ومركز اتصالات يستخدمه غانديا للتواصل مع تامايو. أخبره تامايو أنهم يخضعون لهدنة مع البروفيسور ، لكنه يريد تنسيق هجوم. يخبر أنطونازاس البروفيسور أن غانديا يتواصل مع الشرطة من غرفة سرية في البنك، وبينما ينقل البروفيسور هذه المعلومات إلى طوكيو ، يضربها غانديا من الخلف وتفقد وعيها . |              |                                        |                           |                                                         |                      |
| 28 | 5            | "5 minutos antes" "5 Minutes Earlier"  | Koldo Serra, Álex Rodrigo | Ana Boyero, Jaun Salvador López, Emilio Díez, Luis Moya | 3 أبريل 2020         |
| في ذكريات الماضي ، يسأل دنفر وموسكو البروفيسور عما إذا كان خوان ، ابن عراب موسكو ، يمكنه الانضمام إليهما في السرقة ، لكن البروفيسور متردد. في الوقت الحاضر ، يقيد غانديا طوكيو في الغرفة السرية ، ثم يعلن عبر الاتصال الداخلي أنه لديه طوكيو ، وأن باليرمو ساعده في الهروب. التقى البروفيسور وموسكو ودنفر بخوان ، وهي الآن امرأة متحولة جنسيا تذهب إلى جانب جوليا. في الوقت الحاضر ، تتظاهر بأنها رهينة في البنك تحت الاسم الرمزي "مانيلا". يقر باليرمو للأستاذ أن ما قاله غانديا صحيح ؛ أكد البروفيسور باليرمو أنه سيعاقب لاحقًا وأمر المجموعة بفك قيوده. أثناء وجودهما في مصعد الشحن ، قبلا بوغوتا ونيروبي وذكر أنهما يجب أن يتزوجا بعد السرقة. عندما دخل ريو ودنفر المصعد ، ألقى غانديا قنبلة يدوية فيه بمجرد إغلاق الأبواب ، واندفع الاثنان لإخماد القنبلة بالسترات والخوذات المضادة للرصاص ؛ لقد نجوا من الانفجار. مع وقوع تبادل لإطلاق النار بين Gandía والعصابة ، يهرب غانديا عبر قناة. تقوده القناة إلى الحمام حيث تكون نيروبي المتعبة والمرهقة على الكرسي المتحرك ويتمكن من تثبيتها.                                                                    |              |                                        |                           |                                                         |                      |
| 29 | 6            | "KO técnico" "TKO"                     | Javier Quintas            | Esther Martínez Lobato, Emilio Díez, Luis Moya          | 3 أبريل 2020         |
| عند سماع نيران نيروبي ، اندفع أفراد العصابة إليها. تشق غاندي ثقبًا في الباب وتدفع رأسها من خلاله بينما يربط يديها بالباب. في ذكريات الماضي ، تطلب نيروبي من البروفيسورة أن تكون والد طفلها عن طريق الإخصاب في المختبر لأنها تعتقد أن البروفيسور يمتلك جينات جيدة. يوافق البروفيسور على الفكرة في البداية. في الوقت الحاضر ، على الرغم من أن غرفة الذعر غير موجودة في مخططات البنك ، يستنتج البروفيسور موقع غرفة الذعر لتكون بالقرب من مكتب المحافظ - خلف حمام الحاكم. يخبر البروفيسور باليرمو بذلك ويرسل مرسيليا إلى الجزائر ، حيث قامت الشرطة بتعذيب ريو ، لجمع المعلومات. يخطط تامايو وسوارز لشن هجوم على البنك. غاندي يربط نيروبي ويستخدمها للهروب بينما تحتجزه المجموعة تحت تهديد السلاح. وأثناء هروبه ، أطلق النار على نيروبي قتيلاً. دنفر يلقي بقنبلة يدوية ، مما يصيب غاندي. |              |                                        |                           |                                                         |                      |
| 30 | 7            | "Tumbar la carpa" "Strike the Tent"    | Koldo Serra               | Emilio Díez, Luis Moya, Ana Boyero, Jaun Salvador López | 3 أبريل 2020         |
| يعود غاندي ، المصاب ، إلى الغرفة السرية. كشفت العصابة النفق المؤدي إلى غرفة الذعر خلف حمام المحافظ. يبث البروفيسور على الصعيد الوطني شريط فيديو لريو يروي اعتقاله غير القانوني وتعذيبه من قبل الشرطة. في هذه الأثناء ، يستعين البروفيسور بنجامين ، والد مانيلا ، وطاقمه للمشاركة في خطة لتحرير لشبونة. في مؤتمر صحفي ، نفى العقيد برييتو اتهامات ريو ، لكن مرسيليا أجبر رجلًا شارك في تعذيب ريو في الجزائر لتأكيد قصة ريو ، التي تُذاع على الصعيد الوطني عبر الفيديو خلال المؤتمر الصحفي. هذا يفرغ من خطط تامايو ، وألغى هجومه المخطط على البنك. تامايو تخبر سييرا أنه يجب عليها أن تتحمل اللوم. في هذه الأثناء ، تقوم غانديا بإلحاق الضرر بطوكيو لإزالة الشظية من ظهره ، لكنها تفقد وعيه وتحررها المجموعة. ثم قام البروفيسور على المستوى الوطني ببث مقطع فيديو لنفسه وهو يفضح الاحتجاز غير القانوني لشبونة داخل خيمة الشرطة خارج البنك. وزارة الداخلية تتولى عهدة لشبونة وتخرجها من الخيمة. |              |                                        |                           |                                                         |                      |
| 31 | 8            | "Plan París" "The Paris Plan"          | Jesús Colmenar            | Ana Boyero, Emilio Díez, Luis Moya, Jaun Salvador López | 3 أبريل 2020         |
| في ذكريات الماضي ، قبلة بيرلين وباليرمو بحماس ؛ ومع ذلك ، تقول برلين إنه يجب عليهم الانفصال لأن حبهم سيتعارض مع الخطة. في الوقت الحاضر ، تعترف سييرا بارتكاب العديد من الأعمال الضارة للصحافة. عندما تم طرد سييرا وبدأت الإجراءات القانونية ضدها ، تلاحق البروفيسور بمفردها. يقوم بنجامين ومرسيليا ببناء نفق يؤدي إلى مرآب السيارات التابع للمحكمة العليا لإسبانيا ، حيث تم إحضار لشبونة للإدلاء بشهادتها. بنجامين وطاقمه نصبوا كمينًا للحراس أثناء اصطحاب لشبونة عبر مرآب السيارات. قاموا بربطهم بالقنابل ، وجلبوا امرأة متنكرة في زي لشبونة ، وأرغموهم على السير في طريقهم المحدد. تجبر العصابة غاندي على الاتصال اللاسلكي بتامايو بأنه يتعرض للهجوم ويطلب إخلائه من السطح. اعترض البروفيسور طلب تامايو لطائرة هليكوبتر وأرسل طائرته التي يقودها مرسيليا لنقل لشبونة مقنعة إلى البنك بشكل مخادع. لم شمل لشبونة بالعصابة وهم يهتفون "من أجل نيروبي!" تمامًا كما يجد سييرا مخبأ البروفيسور ويحتجزه تحت تهديد السلاح. |              |                                        |                           |                                                         |                      |

### الجزء الخامس V1 (سبتمبر 2021)
| |   |                                                                  |                              |                  |               |  |  |  |  |  |  |  |
| 32 | 1 | "El final del camino" "The End of the Road"                      | Jesus Colmenar & Kolda Serra | Alex Pina        | 3 سبتمبر 2021 |  |  |  |  |  |  |  |
| تحتجز سييرا البروفيسور أسيرًا لاستخراج معلومات حول خطة العصابة لاستخراج احتياطي الذهب من البنك ؛ البروفيسور يعترف بالهزيمة ويلغي الخطة. غير مدرك لهذا الموقف ، يطلب تامايو المساعدة من الجيش لإنهاء حالة الرهائن في البنك ، و- في سعيه وراء البروفيسور- لمداهمة مزرعة بنجامين بعد رؤيته هناك للسيارة المستخدمة في هروب لشبونة. عندما يتم القبض على السيارة ، يكتشف فريق المداهمة أنها مدفوعة فقط من قبل مزارع آخر عينه البروفيسور سابقًا كشريك. في ذكريات الماضي ، طلب بيرلين من ابنه ، خبير الأمن السيبراني المسمى رافائيل ، الانضمام إلى سرقته. |   |                                                                  |                              |                  |               |  |  |  |  |  |  |  |
| 33 | 2 | "¿Crees en la reencarnación?" "Do You Believe in Reincarnation?" | Jesus Colmenar               | Alex Pina (head) | 3 سبتمبر 2021 |  |  |  |  |  |  |  |
| مع وصول الجيش ، تجلب لشبونة وطوكيو وستوكهولم بعض الرهائن خارج البنك. يأتي الثلاثة إلى مقدمة الرهائن ويعلنون لرجال تامايو رغبتهم في التفاوض من أجل استسلام العصابة. عندما يخرج تامايو ويلتقي بالثلاثة للتفاوض ، تخبره لشبونة أنهم سيطلقون سراح غاندي أولاً الذي يحتاج إلى رعاية طبية. ثم وهناك أدركت أيضًا أن المفاوضين ليسوا على دراية بأسر سييرا للأستاذ ، لذا فإن الثلاثة يكسبون الوقت من خلال العودة إلى البنك للتشاور مع البروفيسور ، ويحملون الرهائن معهم. خلال معركة بالأيدي بين غانديا وطوكيو وبوغوتا ، ينتزع أرتورو عددًا من الأسلحة ويهرب مع مجموعته ، مما أدى إلى إصابة دنفر في تبادل لإطلاق النار. ينتهي به الأمر هو وأوربانيجا في رصيف التحميل ، حيث يتم إخفاء ترسانة العصابة. ستوكهولم ، التي أغضبت من محادثة أرتورو الداخلية معها حول ابنهما ، أطلقت عليه النار. في غضون ذلك ، قبضت سييرا على بنجامين ومرسيليا اللذين وصلا إلى المخبأ. |   |                                                                  |                              |                  |               |  |  |  |  |  |  |  |
| 34 | 3 | "El espectáculo de la vida" "The Spectacle of Life"              | Kolda Serra                  | Alex Pina (head) | 3 سبتمبر 2021 |  |  |  |  |  |  |  |
| تأسف ستوكهولم على الفور لإطلاق النار على أرتورو وتحاول إحيائه. تُطلق لشبونة سراح أرتورو لفريق طبي بالخارج ، جنبًا إلى جنب مع بعض الرهائن الآخرين ، في محاولة لتسجيل المحادثات الخارجية. يرتب باليرمو خطة للفريق للمعركة النهائية في حالة اقتحام القوات الخاصة داخل البنك. يقول تامايو لوسائل الإعلام إن سييرا خائن انضم إلى فريق البروفيسور. تؤلف سييرا أسرىها عندما تدرك أنها بحاجة لمساعدتهم في ولادة طفلها. في ذكريات الماضي ، يواصل برلين إقناع ابنه بالانضمام إليه في عمليات السرقة بينما تقنع موسكو بنجامين بالسماح لمانيلا بالانضمام إلى فريق البروفيسور. |   |                                                                  |                              |                  |               |  |  |  |  |  |  |  |
| 35 | 4 | "Tu sitio en el cielo" "Your Place in Heaven"                    | TBA                          | Alex Pina (head) | 3 سبتمبر 2021 |  |  |  |  |  |  |  |
| يستأنف البروفيسور الاتصال بفريقه بينما يذهب ساغاستا ، قائد القوات الخاصة ، إلى داخل البنك مع فريقه المختار وجانديا. يبتز البروفيسور تامايو بالتوقف عن إرسال المزيد من القوات داخل البنك بعد أن أثبت أنه يمتلك مقطعًا صوتيًا لمخططه القذر الذي كلف سييرا وظيفتها ، وهو الأمر الذي سجلته لشبونة عندما أفرجت عن بعض الرهائن. حاصر فريق البروفيسور وأصيبت هلسنكي خلال تبادل لإطلاق النار مع فريق ساغاستا. في الماضي ، كانت طوكيو تناقش الحياة الآخرة مع نيروبي بينما تعلم برلين ابنه كيف يخطط لسرقة مثالية. |   |                                                                  |                              |                  |               |  |  |  |  |  |  |  |
| 36 | 5 | "Vivir muchas vidas" "Live Many Lives"                           | TBA                          | Alex Pina (head) | 3 سبتمبر 2021 |  |  |  |  |  |  |  |
| في ذكريات الماضي ، نرى كيف جندت البروفيسورة طوكيو ، بعد وفاة صديقها أثناء سرقة بنك ، وكيف طورت لاحقًا مشاعرها تجاه ريو. في البنك ، يطلق القناصة النار على طوكيو بينما يواصل شركاؤها محاولة إيجاد طرق لمهاجمة مجموعة ساغاستا. على الرغم من الهلوسة بعد إطلاق النار على Arturo ، تعامل ستوكهولم مع هلسنكي وتقترح على دنفر استخدام مصعد الخدمة للهروب من هجوم فريق Sagasta. تضع دنفر وريو خططًا لإنقاذ طوكيو ، ولكن مع اقتراب فريق ساغاستا منها ، سمحت لهم بإطلاق النار عليها ومحاصرتها قبل تفجير القنابل اليدوية لتفجيرها جميعًا. |   |                                                                  |                              |                  |               |  |  |  |  |  |  |  |

### الجزء الخامس V2 (ديسمبر2021)
| |         |                                               |        |        |                 |  |  |  |  |  |  |  |
| # | الترتيب | عنوان الحلقة                                  | الكاتب | المخرج | التاريخ         |  |  |  |  |  |  |  |
| 37 | 6       | "Válvulas de escape" "مضخة نقل الذهي"         | TBA    | TBA    | 3 December 2021 |  |  |  |  |  |  |  |
| تقتل قنابل طوكيو جميع الأشخاص الموجودين في الغرفة بينما أصيب جنديان مصابان مع ساغاستا بجروح قليلة. بينما ، ينفد سييرا من مخبأ البروفيسور لمواجهة تامايو. يجدها الأستاذ لكنها تأخذه رهينة وتذهب إلى منزل تامايو. أثناء المواجهة مع تامايو ، تُحاصر فرق الشرطة سييرا ويساعدها الأستاذ في الهروب مع ابنتها المولودة حديثًا ، فيكتوريا. وفي الفلاش باك ، تسرق برلين المضخة اللازمة لطرد الذهب من البنوك ، باستخدام أنابيب تحت الأرض. |         |                                               |        |        |                 |  |  |  |  |  |  |  |
| 38 | 7       | "Ciencia ilusionada" "التفكير الحكيم"         | TBA    | TBA    | 3 December 2021 |  |  |  |  |  |  |  |
| سييرا والبروفيسور يتهربان من الشرطة ويخططان للعمل كفريق من أجل الجزء المتبقي من السرقة. من ناحية أخرى ، يبدأ الذهب بالضخ من الضفة إلى خزان مياه الأمطار ، باستخدام مضخة سرقتها برلين في الماضي ، حيث يبدأ طاقم بنيامين في صهرها وتشكيلها إلى سبائك ذهبية. |         |                                               |        |        |                 |  |  |  |  |  |  |  |
| 39 | 8       | "La teoría de la elegancia" "النظرية الانيقة" | TBA    | TBA    | 3 December 2021 |  |  |  |  |  |  |  |
| يحتفل فريق البروفيسور بالسفر الناجح للذهب إلى مكانهم السري ، غير مدركين لحقيقة أن الشرطة داهمت ذلك المكان. بينما ينفذ ساغاستا خطة ناجحة لإقناع لشبونة بافتراض أن كل فريقه قد مات وأنه لم يتبق سوى جندي واحد مصاب بجروح خطيرة ، ويحتاج إلى رعاية طبية. توافق لشبونة على الاتصال بالأطباء داخل البنك بينما يختبئ أحد جنود ساغاستا ويفكك سرًا القنابل الموجودة على مداخل البنك حتى تتمكن القوات الخاصة من دخول البنك بسهولة. في الفلاش باك ، زوجة برلين ، تاتيانا ، تتركه لابنه رافائيل. |         |                                               |        |        |                 |  |  |  |  |  |  |  |
| 40 | 9       | "Lo que se habla en la cama" "الكلام السري"   | TBA    | TBA    | 3 December 2021 |  |  |  |  |  |  |  |
| الشرطة تعتقل الأستاذ وسييرا مع طاقم بنيامين. علم الأستاذ لاحقًا أن شخصًا ما خدعهم وأخذ كل الذهب في مداهمة الشرطة الوهمية. أبلغوا الفريق داخل البنك عن سبائك الذهب المسروقة وبعد دقائق اقتحمت القوات الخاصة وسيطرت على البنك. يعرض البروفيسور تسليم نفسه في البنك ويطلب من طاقم بنيامين مساعدة سييرا في البحث عن الذهب المسروق وبدء "خطة توم الإبهام". |         |                                               |        |        |                 |  |  |  |  |  |  |  |
| 41 | 10      | "Una tradición familiar" "تقاليد العائلة"     | TBA    | TBA    | 3 December 2021 |  |  |  |  |  |  |  |
| في الفلاش باك ، يرى الأستاذ كيف قتل حراس البنك والده أثناء عملية سرقة. في البنك ، طلب تامايو من دنفر إبرام صفقة ومعرفة مكان نقل الذهب. رفض دنفر وتم تسليمه إلى الشرطة خارج البنك ، مكبل اليدين. بينما يتم نشر مقاطع فيديو للسرقة على الإنترنت ، بواسطة قراصنة الأستاذ في باكستان ، والتي لم تستطع الشرطة منع انتشارها. ضربت مقاطع الفيديو التي تظهر إخراج الذهب من البنوك سوق الأسهم بشكل سيئ لكن تامايو لا يوافق على إبرام صفقة مع الأستاذ. تستمر الشرطة في البحث عن الذهب في الاتجاه الخاطئ بسبب القرائن المزيفة التي خلفتها مرسيليا ، وفقًا لخطة توم الإبهام. بينما تتعقب سييرا رافاييل وتاتانيا ، اللذين سرقوا سبائك الذهب ، وأعطاهم رسالة الأستاذ. يؤكد البروفيسور تامايو على استعادة الذهب إذا أدلى بتصريح يفيد بأن الأمر قد تم فرزه بسلام وأن الذهب سيعود إلى البنك ، لذلك أعطى تامايو البيان ولكن لدهشته ، ساعدت أخبار جلب الشاحنات للذهب على استقرار سوق الأسهم ولكن قضبان الذهب في كانت الشاحنات مزيفة. يخبر البروفيسور تامايو أن سبائك الذهب المزيفة أنقذت اقتصاد البلاد ، لذا يمكنه الآن إما الاستمرار في هذه الكذبة وتركها أو سيخسر كلاهما الكثير. بعد بضع طلقات نارية ، خرج تامايو للضغط وقال إنه خلال المواجهة توفي الأستاذ وفريقه بينما سيبقى دنفر في حماية الشهود. أعلن Tamayo أيضًا أن الرهائن واحتياطيات الذهب في أمان. حصل الأستاذ وفريقه على هويات جديدة وفقًا للصفقة مع Tamayo بينما ترك الأستاذ رسالة لـ Rafael بأنه سيحصل أيضًا على نصيبه من الذهب الذي أخفته Sierra في منزل في البرتغال. ثم انطلق البروفيسور وفريقه في مروحية عسكرية إلى موقع جديد لبدء حياتهم الجديدة في البرتغال. |         |                                               |        |        |                 |  |  |  |  |  |  |  |